# Дарвин (лунный кратер)
Кратер Дарвин (лат. Darwin) — большой древний ударный кратер в юго-западной части видимой стороны Луны. Название присвоено в честь английского натуралиста и путешественника Чарльза Дарвина (1809—1882) и утверждено Международным астрономическим союзом в 1935 г. Образование кратера относится к донектарскому периоду.

## Описание кратера
Ближайшими соседями кратера являются кратер Эйхштедт на западе-юго-западе, кратер Рокка на северо-западе, кратер Крюгер на северо-востоке, кратер Де Вико на востоке, кратер Бюрги на юго-востоке и кратер Ламарк на юге. На западе от кратера находятся горы Кордильеры, северную часть кратера пересекают борозды Дарвина, на востоке находятся борозды Сирсалиса. Селенографические координаты центра кратера 19°56′ ю. ш. 69°13′ з. д. / 19,93° ю. ш. 69,21° з. д., диаметр 122,2 км, глубина 1,36 км.
За длительное время своего существования кратер практически полностью разрушен, южная и северная части вала практически отсутствуют, к западной части вала прилегает сателлитный кратер Дарвин B (см. ниже). Западно-юго-западный участок вала перекрыт приметным небольшим кратером. высота остатков вала над окружающей местностью достигает 1590 м. Дно чаши кратера переформировано лавой или породами выброшенными при соседних импактах, сравнительно ровное. В южной части чаши находится сателлитный кратер Дарвин H. Северо-восточная часть чаши более пересеченная, покрытая породами выброшенными при образовании бассейна моря Восточного. В западной части чаши располагается большое куполообразное образование. Объём кратера составляет приблизительно 15100 км³.

## Сателлитные кратеры
| Дарвин | Координаты                                            | Диаметр, км |
| ------ | ----------------------------------------------------- | ----------- |
| A      | 21°46′ ю. ш. 73°08′ з. д. / 21,77° ю. ш. 73,14° з. д. | 23,5        |
| B      | 19°58′ ю. ш. 72°17′ з. д. / 19,96° ю. ш. 72,29° з. д. | 53,7        |
| C      | 20°31′ ю. ш. 71°07′ з. д. / 20,51° ю. ш. 71,12° з. д. | 15,3        |
| F      | 20°58′ ю. ш. 71°07′ з. д. / 20,97° ю. ш. 71,12° з. д. | 17,7        |
| G      | 21°29′ ю. ш. 70°52′ з. д. / 21,49° ю. ш. 70,87° з. д. | 17,0        |
| H      | 20°56′ ю. ш. 69°00′ з. д. / 20,93° ю. ш. 69° з. д.    | 28,8        |